# 918 Itha
A 918 Itha (ideiglenes jelöléssel 1919 FR) a Naprendszer kisbolygóövében található aszteroida. Karl Wilhelm Reinmuth fedezte fel 1919. augusztus 22-én, Heidelbergben.